# Rudolph Suhrlandt

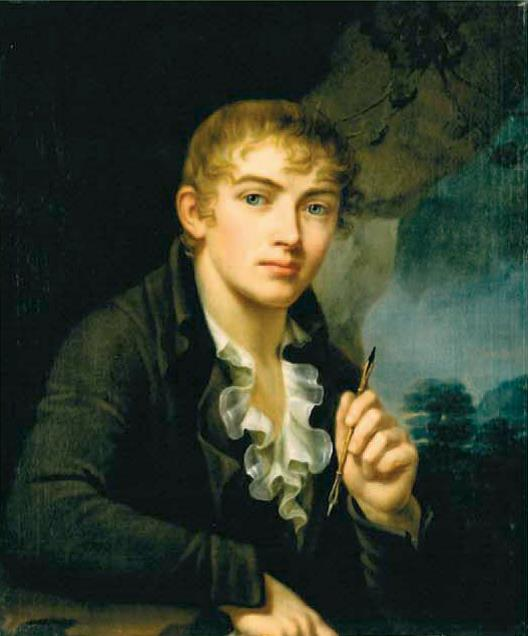
Rudolph Suhrlandt. Selbstbildnis in Rom, 1810

Rudolph Friedrich Carl Suhrlandt (* 19. Dezember 1781 in Ludwigslust; † 2. Februar 1862 in Schwerin) war ein deutscher Porträtmaler und Lithograf.

## Biografie
Rudolph Suhrlandt wurde als Sohn des mecklenburg-schwerinschen Hofmalers Johann Heinrich Suhrlandt (1742–1827) und dessen Frau Christina Luisa, geb. Schmidt (1753–1793) geboren. Die leibliche Mutter war früh verstorben und so bemühte sich seine Stiefmutter Elisabeth Marie Kramel (1748–1827), eine streng religiöse Predigertochter, um die Erziehung. Seine schulische Ausbildung erhielt er an der Ludwigsluster Rektor-Schule, in der der Unterricht mangelhaft war und die körperliche Züchtigung zum Alltag gehörte, wie sich der Künstler später erinnerte.
Der junge Suhrlandt begann seine künstlerische Ausbildung unter Anleitung seines Vaters und besuchte ab 1799 auf Empfehlung von Christian Daniel Rauch und mit einem fürstlichen Stipendium unterstützt die Kunstakademie in Dresden. Dort waren unter anderem Johann Eleazar Zeissig, genannt Schenau, Jakob Crescenz Seydelmann, Johann David Schubert (1761–1822) und Josef Maria Grassi seine Lehrer.
1803 hielt er sich in Wien auf, um an der dortigen Akademie unter Heinrich Friedrich Füger und Hubert Maurer weiter zu studieren. Er lernte die Schriften Johann Joachim Winckelmanns kennen, zeichnete nach antiken Statuen, machte die Bekanntschaft Antonio Canovas und wandte sich einem klassizistischen Kunstverständnis zu. Zweimal gewann er den Zeichenwettbewerb der Akademie. Mit zahlreichen Bildnissen von in Wien lebenden russischen und polnischen Aristokraten machte er sich einen Ruf als Porträtzeichner.
1808 ging Suhrlandt nach Rom, wo er Mitglied der Lukasgilde wurde. In dieser Zeit schloss er auch Freundschaft mit einigen Deutschrömern, wie auch unter anderem mit Johann Christian Reinhart, Bertel Thorvaldsen. 103 seiner Bildniszeichnungen aus dieser Zeit wurden 1880 von Max Jordan für das Kupferstichkabinett Berlin erworben. 1812 ging er nach Neapel, wo er bis 1815 verweilte.
1816 kehrte Suhrlandt wieder nach Mecklenburg-Schwerin zurück. Dort stellte ihn Großherzog Friedrich Franz I. als Hofmaler an und verlieh ihm am 5. September 1817 als erstem mecklenburgischen Künstler den Professorentitel. Am Hofe genoss er eine privilegierte Stellung, so konnte er, wie es in einem Anstellungskontrakt festgelegt war, alle zwei Jahre für 6 bis 8 Monate Bildungsreisen unternehmen, die ihn unter anderem 1828 nach Stockholm, 1830 nach Sankt Petersburg, 1832 nach London und 1834 in die Niederlande führten.
Von 1822 bis 1824, 1827, 1830, 1832, 1836 und 1844 hielt er sich zudem in Bremen auf. Dort entstanden eine Vielzahl von Handzeichnungen und Ölporträts, unter anderem von Wilhelm Olbers, Georg Treviranus, Gesche Gottfried, Jacob Ephraim Polzin und Ludwig von Kapff.

## Familie

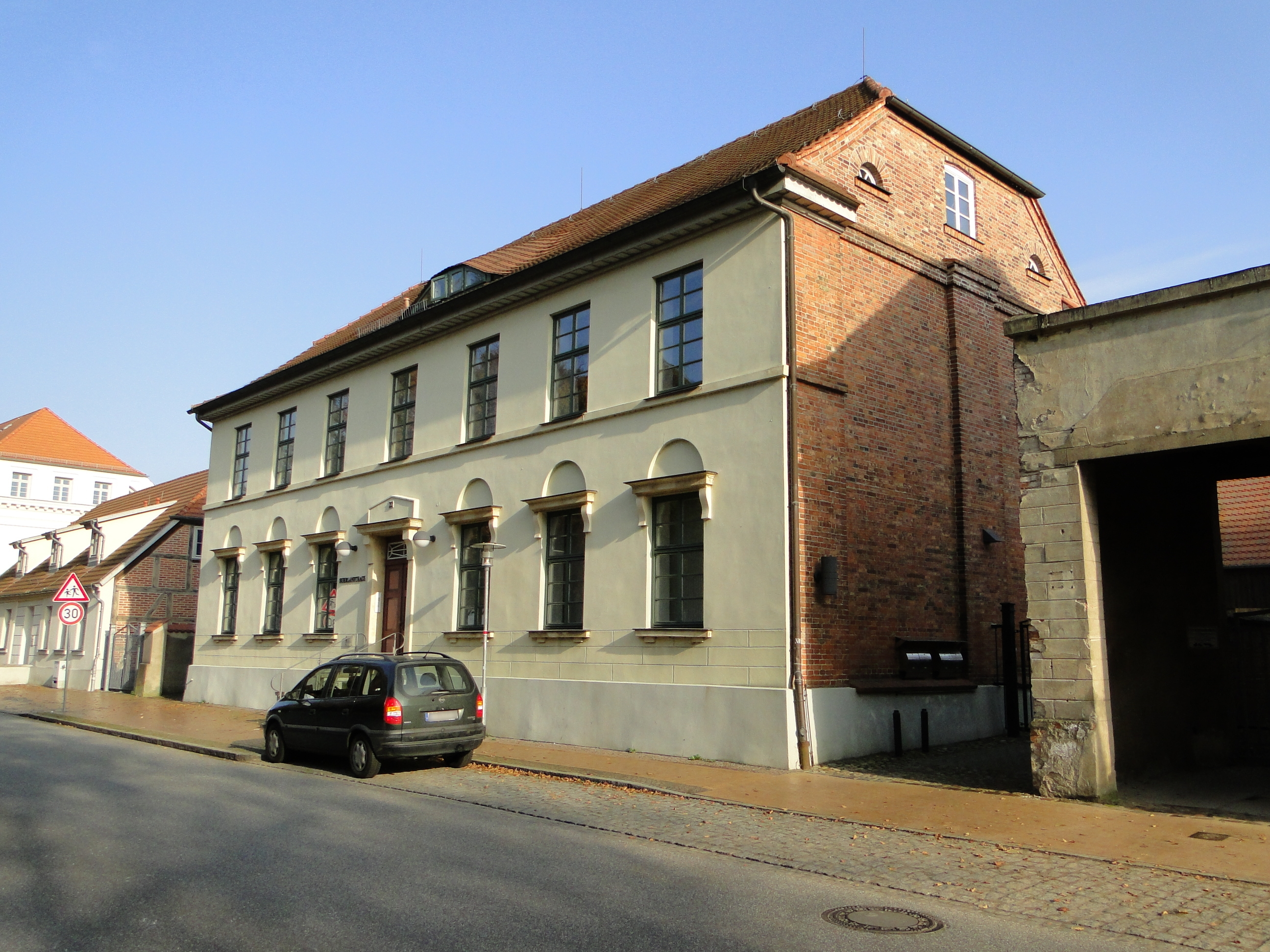
Suhrlandthaus in Ludwigslust

Suhrlandt heiratete 1824 die aus Ludwigslust stammende Lithografin Wilhelmine Skoglund (1803–1863). Aus der Ehe gingen vier Kinder hervor, ein Sohn und drei Töchter. Die älteste Tochter Franziska und ihr Mann starben früh bei einem Schiffsunglück auf dem Michigansee in Nordamerika. Sie hinterließen eine Tochter, die von den Großeltern in Mecklenburg aufgenommen und großgezogen wurde. Der 1828 geborene Sohn Carl August war wie sein Vater künstlerisch begabt und wurde Historienmaler. Auch die Töchter Pauline Alexandrine und Helene hatten das künstlerische Talent geerbt und widmeten sich vorwiegend der Porträtmalerei.
Suhrlandt und seine Familie bewohnten in der Ludwigsluster Kanalstraße ein geräumiges Haus, welches der Hofbaumeister Johann Georg Barca 1818 im Auftrag des Großherzoges hatte errichten lassen. Nachdem er aber am 21. Dezember 1849 mit 68 Jahren in den Ruhestand versetzt worden war, verlegte er seinen Wohnsitz nach Schwerin, wo er zunächst eine Wohnung in der Alexandrinenstraße und später in der Heinrichstraße bezog.
Suhrlandt und seine Frau Wilhelmine wurden in einem Familiengrab an der Südseite des alten Domfriedhofes in Schwerin bestattet.

## Werke (Auswahl)

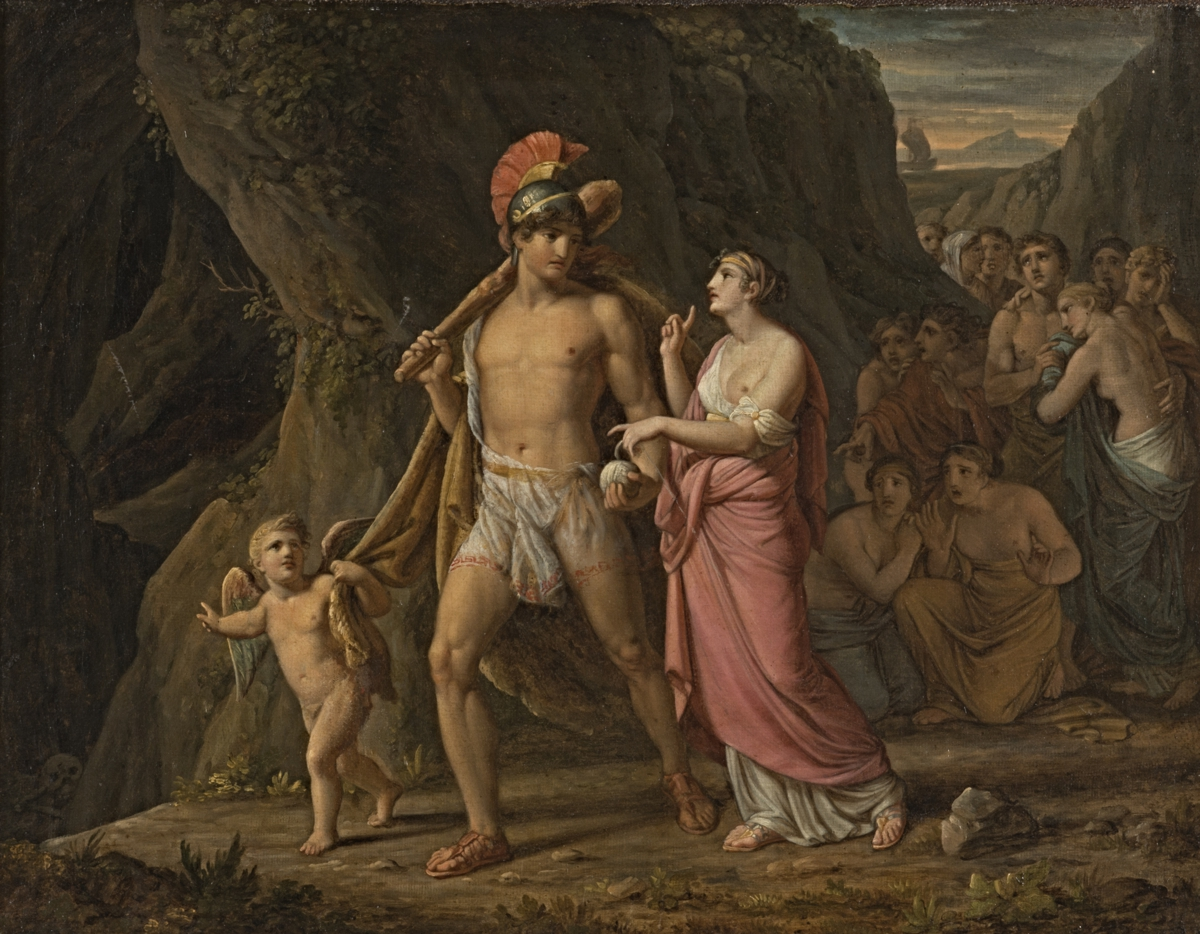
Theseus und Ariadne

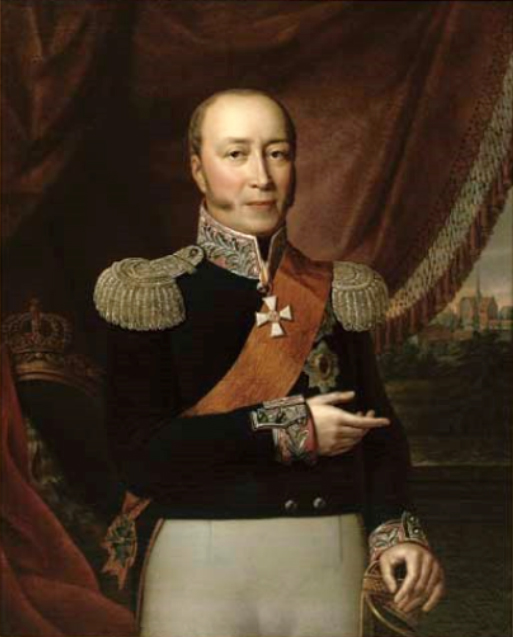
Porträt Friedrich Franz I. (1817), Geschenk für Minister Leopold von Plessen

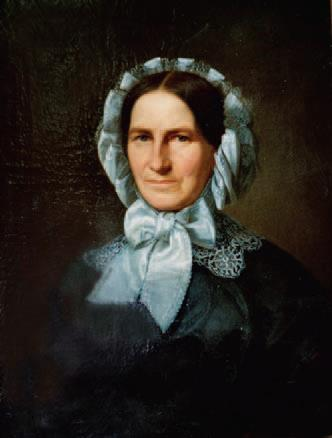
Zweites Porträt von Wilhelmine Suhrlandt

Zahlreiche Bilder aus der Mecklenburger Schaffenszeit befinden sich heute im Besitz des Staatlichen Museums Schwerin.
Gemälde
- 1801 – Kinderporträt Großherzog Paul Friedrich
- 1803 bis 1808 – Porträts russischer und polnischer Aristokraten, darunter die Gräfin Lubomirski und die Fürstin Sapieha
- 1806 – Apotheose der Prinzessin Helena Pawlowna (Wien), für das Helenen-Paulownen-Mausoleum in Ludwigslust, wo es bis 1882 hing
- 1808 – Das Mädchen in der Grotte und Der schlafende Jüngling (Wien)
- 1809 – Armor und Psyche
- 1810 – Venus lehrt Armor den Bogen spannen (Rom)
- 1810 – Theseus und Ariadne (Rom); im selben Jahr Ausstellung im Kapitol in Rom
- 1817 – Porträt Friedrich Franz I., Großherzog von Mecklenburg [-Schwerin] und Brustbild des herzoglichen Leibmedikus Christian Christoph Wittstock (1752–1828)
- 1818 – Porträt Christian Adolph Overbeck (1755–1821)
- 1823 – Christus und die Jünger von Emmanus, Altarbild für die Stadtkirche Lübtheen
- 1825 – Die Heilige Cäcilie mit der Orgel, Altarbild für die katholische Kirche Ludwigslust
- 1825 – Die vier Evangelisten, Altarbild für die Kapelle Althof
- 1830 – Christus am Ölberge, Altarbild für die Dorfkirche Zickhusen
- 1834 – Abschied der Auswanderer, das Gemälde thematisiert die Hochphase der Überseeauswanderung in Mecklenburg
- 1822 bis 1844 – Bürgerporträts in Bremen, darunter das Porträt des Kunstsammlers Johann Heinrich Albers (Focke-Museum)
- 1845 – Die schöne Delila
- 1848 – Jeremias auf den Trümmern von Jerusalem
- 1853 – Zweites Porträt Frau Professor Wilhelmine Suhrlandt

Handzeichnungen
- 1807 – Spaziergang im Park (Kreide)
- 1813 – Entwürfe für große Wandgemälde, die im Sommerschloss Caserta entstehen sollten, im Auftrag des Königs von Neapel
- 1815 – Porträt Capecelato Arcivescovo di Taranto (Kreide)
- 1839 – Untergang Jerusalems (aquarellierte Federzeichnung)
- o. J. – Schütze und Wassermann (Gouache)

Lithografien
- 1819 – Ansicht vom Badehaus und dem Neuen Saale bei Doberan
- 1829 – Porträt Giftmischerin Gesche Margarete Gottfried, geb. Timm; Zeichnung auf Stein, entstanden am 3. Oktober 1829 im Bremer Kriminalgefängnis
- 1839 – Jeremias auf den Trümmern von Jerusalem

Kopien
- Kopie nach dem Bild Johannes des Täufers von Pompejo Girolamo Battoni
- Kopie des Christuskopfes von Annibale Carracci

## Titel und Auszeichnungen
- 1805/06 – Akademie der Bildenden Künste Wien; Erster Preis in der Klasse der Zeichner nach Antiken. Woraufhin Friedrich Franz I. dem Künstler nicht nur das Stipendium verlängerte, sondern auch bedeutend erhöhte.
- 1810 – Ehrenmitglied der Accademia di San Luca. Die Ehrenmitgliedschaft war eine Anerkennung für sein Werk Theseus und Ariadne. Friedrich Franz I. verlieh ihm daraufhin am 23. Juni 1810 in Abwesenheit den Titel des Hofpoträtmalers und ernannte ihn am 31. Oktober desselben Jahres zum Hofmaler.

## Schriften
- Aphorismen über die bildenden Künste, durch Beispiele erläutert. Druck von A. W. Sandmeyer, Schwerin 1841.

## Gedenkkultur
Heute steht das Wohnhaus in der Kanalstraße 22 in Ludwigslust unter Denkmalschutz. Das Haus trägt zu Ehren von Rudolph Suhrlandt den Schriftzug Suhrlandthaus.